# Johannes Schmitt
Johannes Schmitt (República Federal Alemana, 18 de febrero de 1943) fue un atleta alemán especializado en la prueba de 4x400 m, en la que consiguió ser campeón europeo en 1962.

## Carrera deportiva
En el Campeonato Europeo de Atletismo de 1962 ganó la medalla de oro en los relevos de 4x400 metros, con un tiempo de 3:05.8 segundos que fue récord de los campeonatos, llegando a meta por delante de Reino Unido y Suiza (bronce).